# Casette
Casette è una frazione del comune italiano di Rieti, nell'omonima provincia, nel Lazio. Si trova a 400 m s.l.m. e dista 4,7 km dal capoluogo.

## Storia
Ultimo centro abitato del Regno di Napoli prima del confine con lo Stato Pontificio, nel XVIII secolo Casette era una villa regia nella Provincia dell'Aquila, inclusa nei territori degli Stati Farnesiani. Nel 1795 la sua popolazione era di duecento abitanti.
Il confine territoriale dei due Stati, quello Pontificio e quello di Napoli, non era determinato naturalmente dal corso del fiume Salto; pertanto il secondo dei due, con una insenatura, penetrava al di là della riva sinistra del fiume, comprendendo in sé tutto il territorio di Casette.
Sul confine tra il territorio di Casette e quello di Rieti fu combattuta, nel 1821, la prima battaglia del Risorgimento italiano che vide gli austriaci del generale Frimont sconfiggere gli insorti di Guglielmo Pepe.
Per effetto del Trattato del 15 aprile 1852 tra Papa Pio IX e il Re Ferdinando II, vi fu uno scambio di territori tra il Regno delle Due Sicilie e lo Stato Pontificio: i villaggi di Trimezzo, Offeio e San Martino  vennero ceduti al Regno delle Due Sicilie, mentre i villaggi di Tufo, Capodacqua e Casette, appartenenti in precedenza al Distretto di Cittaducale (provincia di Abruzzo Ulteriore Secondo), passarono allo Stato Pontificio. Ciò comportò l'accorpamento di Casette al comune di Rieti, del quale avrebbe poi seguito la storia.

## Monumenti e luoghi d'interesse
La chiesa di Ognissanti in Casette di Rieti è stata costruita nel 1621.
Con Decreto della S. Congregazione dei Vescovi del 21 giugno 1976, la parrocchia passò dall’Arcidiocesi dell'Aquila alla Diocesi di Rieti.
Nella piazza si trova il memoriale ai caduti in guerra, collocato nel 1921 e modificato dopo il secondo conflitto con l'aggiunta dei nomi dei due dispersi del 1940-1945.
Al campo sportivo si trova invece il monumento a Gianni Mastroiaco, originario di Casette, una delle 39 vittime della strage dell'Heysel nel 1985.
Presso Casette il fiume Salto sfocia nel Velino.

## Società

### Evoluzione demografica
Secondo il censimento generale della popolazione e delle abitazioni del 1991, Casette risultava avere 665 abitanti. 
Il dato è rimasto pressoché invariato nel 2001 (646), per poi scendere notevolmente nel 2011 (550), e stabilizzarsi nel 2021 (557).

## Infrastrutture e trasporti
La frazione è attraversata dalla strada statale 578 Salto Cicolana; partendo dal comune, la si può raggiungere con il servizio ASM (linea 213, passante anche per Grotti, Ville Grotti e Concerviano) o con il Cotral (linea Stazione FS - Borgorose).
La stazione ferroviaria più vicina al territorio di Casette è quella di Cittaducale, distante circa 3 chilometri, a discapito di quella di Rieti, distante quasi 4,5 chilometri; un altro richiamo all'appartenenza storica del paese al territorio civitese.

## Sport

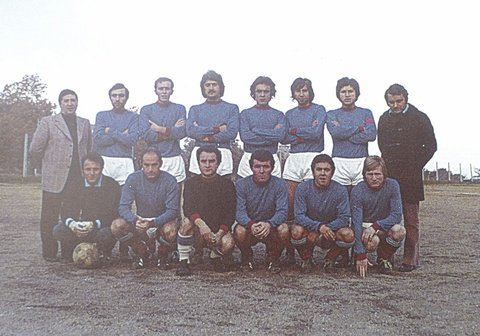
Formazione della S.S. Casette, anni '70

A partire dagli anni 1950 è stata attiva la S.S. Casette, dai colori amaranto e celeste, che raggiunse come punto più alto il campionato di Promozione, allora il settimo livello del campionato italiano di calcio, disputato consecutivamente dal 1991 al 1996; il suo miglior piazzamento fu un sesto posto, raggiunto nella stagione 1992-1993.
La squadra disputò a lungo le proprie gare interne al Macelletto, storico campo reatino distante circa 8 chilometri (situato nei pressi di Piani Sant'Elia), e solo successivamente nel proprio campo sportivo, inaugurato negli anni ottanta ai limiti del centro abitato.
Intorno agli anni duemila la società chiuse i battenti, dopo aver partecipato ad un ultimo campionato regionale, quello della Promozione Lazio 2006-2007; venne succeduta dall'A.S.D. Nuova Casette, che cessò le attività nel 2017, mentre militava in Seconda Categoria.
Al 2025 non è presente una squadra di calcio a Casette; il campo sportivo è chiuso e di proprietà del Comune di Rieti.